# رافائل تولوی
رافائل تولوی (ایتالیایی: Rafael Tolói؛ زاده ۱۰ اکتبر ۱۹۹۰) بازیکن فوتبال اهل برزیل است که در پست دفاع میانی برای باشگاه سائو پائولو در سری برزیل بازی می‌کند.
تولوی در سال ۲٠٠۹ در سطح زیر ۲٠ سال نماینده کشور زادگاهش برزیل در سطح بین‌المللی بود، اما پس از برآورده کردن شرط اقامت پنج ساله فیفا، در سال ۲٠۲۱ در رده بزرگسالان به ایتالیا پیوست. او از زمان انتقال به آتالانتا در اوایل فصل ۲٠۱۵-۲٠۱۶ در ایتالیا زندگی می‌کرد و سال‌ها قبل تابعیت ایتالیایی را به دست آورده بود، که واجد شرایط آن بود زیرا اجداد بزرگش اهل ترویزو، ونتو بودند. او اولین بازی خود را او اولین بازی خود را برای تیم بزرگسالان ایتالیا در سال ۲٠۲۱ انجام داد و نماینده این کشور در مسابقات قهرمانی اروپا ۲٠۲٠ بود.